# Taiwan TOP50
Taiwan Top 50（台湾トップ50）は、加権指数ニューインデックスシリーズの一つで、台湾証券取引所の市場第一部全銘柄のうち、時価総額、流動性の特に高い50銘柄で構成された株価指数のことをいう。